# ۲۰۶ (عدد)
۲۰۶(دویست و شش) یک عدد طبیعی است که بعد از ۲۰۵ و قبل از ۲۰۷ قرار دارد.همچنین نام یک مدل از خودروهای پژو نیز می‌باشد.